# Niko (videojuego)
Niko fue un juego desarrollado por Sulake para dispositivos móviles, disponible para iOS y Android.
Se encontraba conectado a Habbo, con algunas opciones que se encontraban dentro del juego. Salió a la venta internacionalmente el 19 de enero de 2012. Estuvo disponible para los dispositivos iPhone 3GS, iPhone 4, iPhone 4S, iPad, iPad 2, iPod Touch y Android con versión 2.2 o superior.

## Historia
Es la historia de una criatura que convivía con sus amigos en la naturaleza, cuando de repente un monstruo mecánico secuestró a sus amigos. La misión de Niko es rescatarlos mediante «mini-pantallas» semejantes a las de un juego arcade, las cuales para conducir a Niko tendrá que usar los controles incluidos en la pantalla de juego.

## Niveles
El juego contiene 30 niveles:
- Los primeros 6 gratuitos con la descarga de la aplicación.
- Los siguientes 24, realizando un pago.

## Personajes
- ayatolá
- Alo
- crono

- k

## Recompensas
Estas recompensas son solo válidas dentro de la red de Habbo Hotel y podrás obteniendo distintos premios por tu progreso en el juego:
- Placas:

Estas placas para tu personaje dentro de Habbo podrás conseguirlas de distintas formas, la primera es descargando el juego, una segunda placa se desbloquea al rescatar a Dash, una tercera es rescatando a Poko, una tercera rescatando a Zuki y la última rescatando a Tucco, pero para poder ingresar a los niveles para salvarlo deberás primero conseguir una puntuación perfecta en los demás personajes.
- Furnis (Muebles virtuales dentro de Habbo)

Hay 2 trofeos disponibles de dicho juego, y es posible conseguir el Trofeo plata terminando el juego completo, mientras que el Trofeo oro se otorgó a los 100 primeros usuarios en terminar el juego en su lanzamiento en la plataforma iOS.

## Sakura
- Página oficial
- Página de Facebook
- Niko en Google Play
- Niko en AppStore

- Datos: Q16611862